# Oskar Kokoschka
Oskar Kokoschka (Pöchlarn (Alsó-Ausztria), 1886. március 1. – Montreux, 1980. február 22.) osztrák expresszionista festő, grafikus, drámaíró és költő.

## Életpályája
Fiatalon Bécsben és Berlinben tanult festészetet, emellett drámairással is foglalkozott. Korai művei Gustav Klimt, a dekoratív a szecesszió hatását mutatják, ám hamar szakít a divatos irányzattal, és önálló formanyelvet teremt a német expresszionista stílus keretein belül.
Több méteres vásznakat fest, mozgalmas, széles ecsetvonásokkal. Képeinek vastagon felhordott festékrétegei domborműszerű hatást keltenek. A sötét háttér és a világos színű alakok kontrasztjával drámaivá válnak képei.

## Képeiből
- Arcképek (karakteres portréi szinte folyamatosan készültek)
- Szélmenyasszony (1914)
- Párizs (1924-30)
- Aigues-Mortes (1924-30)
- Lyon (1924-30)
- Marseille (1924-30)
- London (1924-30)
- Amszterdam (1924-30)
- Prága (1924-30)
- Loreley (1938–)
- Anschluss (1938–)
- Prométheusz–monda (1950) (mennyezetkép Londonban)
- Thermopülai csata (1954) (triptichon)

## Könyveiből
Die traumenden Knaben (Álmodó fiúk) c. könyve a szecesszióról

## Magyarul
- Életem; ford. Bor Ambrus; röv. kiad.; Gondolat, Bp., 1974
- Oskar Kokoschka. Élmények az életben; bev. Sigrun Loos, szerk. Várnai Péter, terv. Komonczy Csaba; Idegenforgalmi Propaganda és Kiadó Vállalat, Bp., 1987

## Kiállítások
- Grafikái